# Space

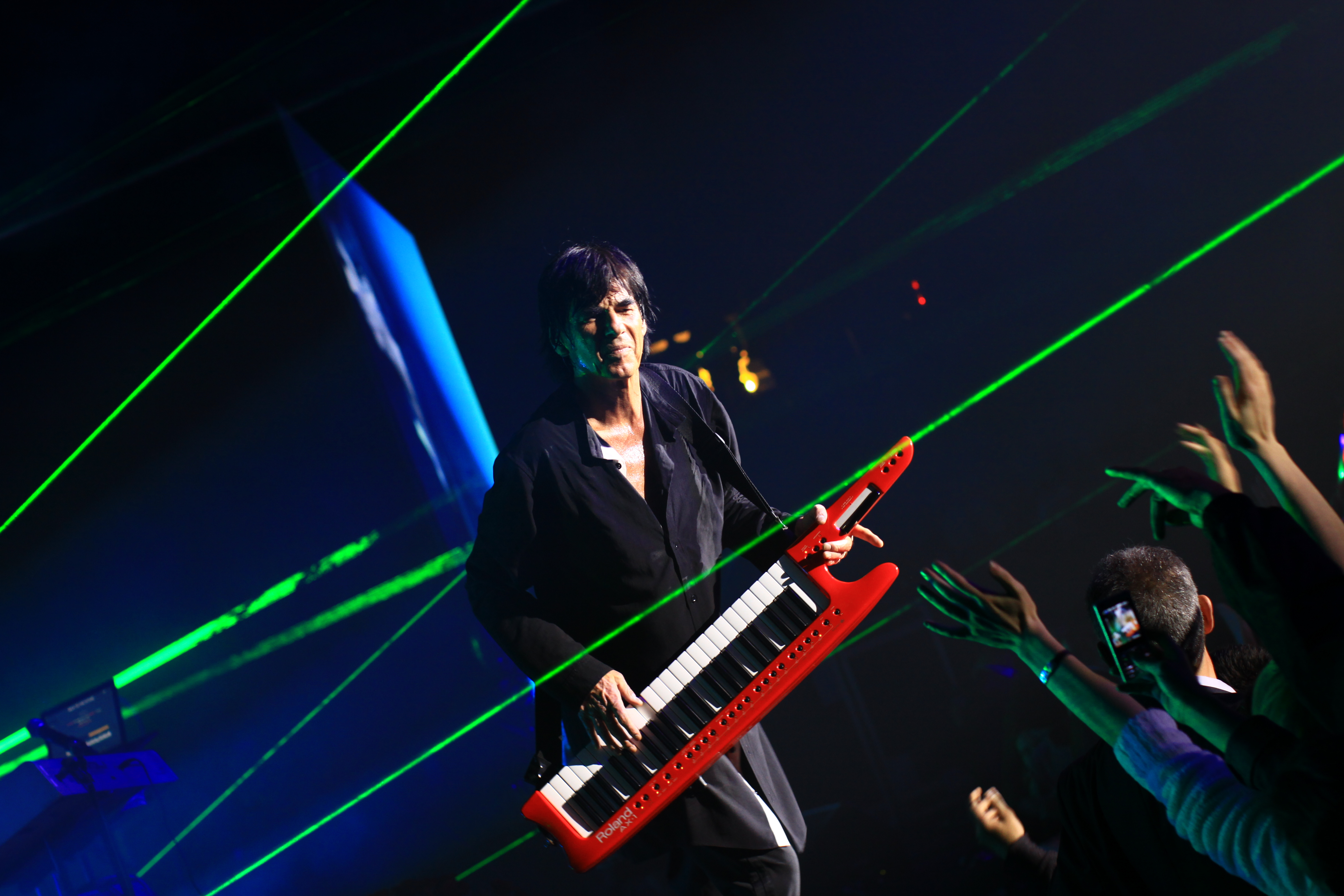
Space 2009

Space, franskt syntband som skapades 1977 av Didier Marouani. Övriga medlemmar var Roland Romanelli och Jannick Top. De tre första albumen — Magic Fly, Deliverance och Just Blue — blev omedelbart stora succéer och sålde i över 12 miljoner exemplar över hela världen.[källa behövs] Marounai komponerade det mesta av musiken. Han lämnade bandet 1979 och har senare givit ut skivor under bandnamnen Paris-France-Transit.